# Bahnstrecke Betzdorf–Haiger
| |                                           |                                                                  |                                                                  |
| Streckennummer (DB): | 2651                                      |                                                                  |                                                                  |
| Kursbuchstrecke (DB): | 462                                       |                                                                  |                                                                  |
| Kursbuchstrecke: | 166 (1934) 194 (1946)                     |                                                                  |                                                                  |
| Streckenlänge: | 36,4 km                                   |                                                                  |                                                                  |
| Spurweite: | 1435 mm (Normalspur)                      |                                                                  |                                                                  |
| Streckenklasse: | D4 (Betzdorf–Herdorf) CE (Herdorf–Haiger) |                                                                  |                                                                  |
| Maximale Neigung: | 15 ‰                                      |                                                                  |                                                                  |
| |                                           |                                                                  |                                                                  |
| \| \| \| Siegstrecke von Köln \| \| \| \| 82,9 \| Betzdorf (Sieg) (Keilbahnhof) \| Betzdorf (Sieg) (Keilbahnhof) \| \| \| \| Siegstrecke nach Siegen \| \| \| \| \| Alsdorfer Tunnel (131 m) \| \| \| \| 84,6 \| Abzw Grünebach \| Abzw Grünebach \| \| \| \| \| \| \| \| \| (Alsdorf (Sieg) ehem. Grünebach) an der Daadetalbahn nach Daaden \| \| \| \| \| \| \| \| \| 84,7 \| Grünebacherhütte (Bedarfshalt) \| Grünebacherhütte (Bedarfshalt) \| \| \| 85,7 \| Grünebach Ort (Bedarfshalt) \| Grünebach Ort (Bedarfshalt) \| \| \| 86,9 \| Sassenroth (Bedarfshalt) \| Sassenroth (Bedarfshalt) \| \| \| 88,0 \| Königsstollen (Bedarfshalt) \| Königsstollen (Bedarfshalt) \| \| \| \| Herdorfer Tunnel (137 m) \| \| \| \| 90,1 \| Herdorf \| Herdorf \| \| \| \| nach Unterwilden \| \| \| \| \| Landesgrenze Rheinland-Pfalz–NRW \| \| \| \| 91,5 \| Struthütten (Bedarfshalt) \| Struthütten (Bedarfshalt) \| \| \| 92,9 \| Altenseelbach (Bedarfshalt) \| Altenseelbach (Bedarfshalt) \| \| \| 93,9 \| Neunkirchen (Kr Siegen) \| Neunkirchen (Kr Siegen) \| \| \| 95,4 \| Zeppenfeld \| Zeppenfeld \| \| \| 96,8 \| Wiederstein (Reaktivierung geplant) \| Wiederstein (Reaktivierung geplant) \| \| \| 98,9 \| Wahlbach (Kr Siegen) (Bedarfshalt) \| Wahlbach (Kr Siegen) (Bedarfshalt) \| \| \| 100,9 \| Burbach (Kr Siegen) \| Burbach (Kr Siegen) \| \| \| 104,4 \| Gem. Burbach (Awanst) \| Gem. Burbach (Awanst) \| \| \| 104,7 \| Würgendorf Ort (Bedarfshalt) \| Würgendorf Ort (Bedarfshalt) \| \| \| \| Dynamit Nobel (Awanst) \| \| \| \| 105,9 \| Würgendorf \| Würgendorf \| \| \| 109,0 \| Holzhausen (Kr Siegen) (Bedarfshalt) \| Holzhausen (Kr Siegen) (Bedarfshalt) \| \| \| 109,6 \| Mannesmann Stahlwerk (Awanst) \| Mannesmann Stahlwerk (Awanst) \| \| \| 111,3 \| Niederdresselndorf (Bedarfshalt) \| Niederdresselndorf (Bedarfshalt) \| \| \| \| Landesgrenze NRW–Hessen \| \| \| \| 116,3 \| Allendorf (Dillkr) \| Allendorf (Dillkr) \| \| \| 117,3 \| Haiger Obertor \| Haiger Obertor \| \| \| \| von Breitscheid \| \| \| \| \| Haiger Alter Bf (Pbf bis 1915) \| \| \| \| \| Dillstrecke von Hagen und Siegen \| \| \| \| 119,3 \| Haiger (Keilbahnhof) \| Haiger (Keilbahnhof) \| \| \| \| nach Gießen \| \| |                                           |                                                                  |                                                                  |
| |                                           | Siegstrecke von Köln                                             |                                                                  |
| Bahnhof | 82,9                                      | Betzdorf (Sieg) (Keilbahnhof)                                    | Betzdorf (Sieg) (Keilbahnhof)                                    |
| Strecke nach links und von halbrechts |                                           | Siegstrecke nach Siegen                                          | Siegstrecke nach Siegen                                          |
| Tunnel |                                           | Alsdorfer Tunnel (131 m)                                         | Alsdorfer Tunnel (131 m)                                         |
| Blockstelle | 84,6                                      | Abzw Grünebach                                                   | Abzw Grünebach                                                   |
| |                                           |                                                                  |                                                                  |
| Haltepunkt / Haltestelle quer |                                           | (Alsdorf (Sieg) ehem. Grünebach) an der Daadetalbahn nach Daaden | (Alsdorf (Sieg) ehem. Grünebach) an der Daadetalbahn nach Daaden |
| |                                           |                                                                  |                                                                  |
| Haltepunkt / Haltestelle | 84,7                                      | Grünebacherhütte (Bedarfshalt)                                   | Grünebacherhütte (Bedarfshalt)                                   |
| Haltepunkt / Haltestelle | 85,7                                      | Grünebach Ort (Bedarfshalt)                                      | Grünebach Ort (Bedarfshalt)                                      |
| Haltepunkt / Haltestelle | 86,9                                      | Sassenroth (Bedarfshalt)                                         | Sassenroth (Bedarfshalt)                                         |
| Haltepunkt / Haltestelle | 88,0                                      | Königsstollen (Bedarfshalt)                                      | Königsstollen (Bedarfshalt)                                      |
| Tunnel |                                           | Herdorfer Tunnel (137 m)                                         | Herdorfer Tunnel (137 m)                                         |
| Bahnhof | 90,1                                      | Herdorf                                                          | Herdorf                                                          |
| Abzweig geradeaus und nach links |                                           | nach Unterwilden                                                 | nach Unterwilden                                                 |
| Grenze |                                           | Landesgrenze Rheinland-Pfalz–NRW                                 | Landesgrenze Rheinland-Pfalz–NRW                                 |
| Haltepunkt / Haltestelle | 91,5                                      | Struthütten (Bedarfshalt)                                        | Struthütten (Bedarfshalt)                                        |
| Haltepunkt / Haltestelle | 92,9                                      | Altenseelbach (Bedarfshalt)                                      | Altenseelbach (Bedarfshalt)                                      |
| Bahnhof | 93,9                                      | Neunkirchen (Kr Siegen)                                          | Neunkirchen (Kr Siegen)                                          |
| ehemaliger Haltepunkt / Haltestelle | 95,4                                      | Zeppenfeld                                                       | Zeppenfeld                                                       |
| ehemaliger Haltepunkt / Haltestelle | 96,8                                      | Wiederstein (Reaktivierung geplant)                              | Wiederstein (Reaktivierung geplant)                              |
| Haltepunkt / Haltestelle | 98,9                                      | Wahlbach (Kr Siegen) (Bedarfshalt)                               | Wahlbach (Kr Siegen) (Bedarfshalt)                               |
| Bahnhof | 100,9                                     | Burbach (Kr Siegen)                                              | Burbach (Kr Siegen)                                              |
| Blockstelle | 104,4                                     | Gem. Burbach (Awanst)                                            | Gem. Burbach (Awanst)                                            |
| Haltepunkt / Haltestelle | 104,7                                     | Würgendorf Ort (Bedarfshalt)                                     | Würgendorf Ort (Bedarfshalt)                                     |
| Blockstelle |                                           | Dynamit Nobel (Awanst)                                           | Dynamit Nobel (Awanst)                                           |
| Bahnhof | 105,9                                     | Würgendorf                                                       | Würgendorf                                                       |
| Haltepunkt / Haltestelle | 109,0                                     | Holzhausen (Kr Siegen) (Bedarfshalt)                             | Holzhausen (Kr Siegen) (Bedarfshalt)                             |
| Blockstelle | 109,6                                     | Mannesmann Stahlwerk (Awanst)                                    | Mannesmann Stahlwerk (Awanst)                                    |
| Haltepunkt / Haltestelle | 111,3                                     | Niederdresselndorf (Bedarfshalt)                                 | Niederdresselndorf (Bedarfshalt)                                 |
| Grenze |                                           | Landesgrenze NRW–Hessen                                          | Landesgrenze NRW–Hessen                                          |
| Haltepunkt / Haltestelle | 116,3                                     | Allendorf (Dillkr)                                               | Allendorf (Dillkr)                                               |
| Haltepunkt / Haltestelle | 117,3                                     | Haiger Obertor                                                   | Haiger Obertor                                                   |
| Abzweig geradeaus und ehemals von rechts |                                           | von Breitscheid                                                  | von Breitscheid                                                  |
| Dienststelle, ehemals Bahnhof |                                           | Haiger Alter Bf (Pbf bis 1915)                                   | Haiger Alter Bf (Pbf bis 1915)                                   |
| Abzweig geradeaus und von links |                                           | Dillstrecke von Hagen und Siegen                                 | Dillstrecke von Hagen und Siegen                                 |
| Bahnhof | 119,3                                     | Haiger (Keilbahnhof)                                             | Haiger (Keilbahnhof)                                             |
| |                                           | nach Gießen                                                      |                                                                  |

Die Bahnstrecke Betzdorf–Haiger (auch als Hellertalbahn bezeichnet) ist eine 36 Kilometer lange, nicht elektrifizierte, eingleisige Hauptbahn von Betzdorf nach Haiger. Die Endpunkte der Strecke liegen in Rheinland-Pfalz bzw. Hessen. Zwischen Struthütten und Niederdresselndorf verläuft sie in Nordrhein-Westfalen. Den Personenverkehr betreibt die Hessische Landesbahn (HLB) mit Triebzügen vom Typ Alstom Coradia LINT 41. Die Nahverkehrszüge werden über die Dillstrecke bis Dillenburg durchgebunden. Zudem betreibt die Kreisbahn Siegen-Wittgenstein im Abschnitt zwischen Betzdorf und Würgendorf Güterverkehrsleistungen.

## Geschichte

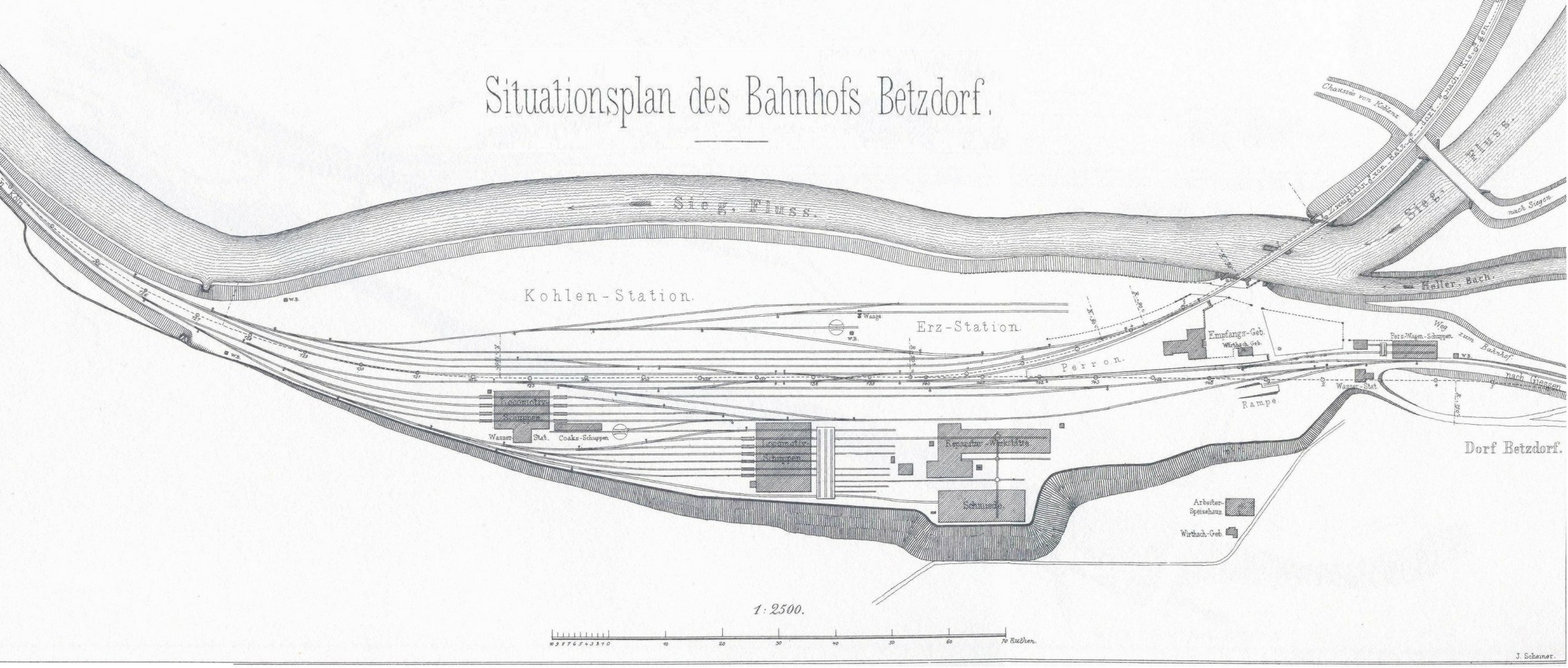
Der Bahnhof Betzdorf (Sieg) im Jahr 1862

Die Hellertalbahn wurde als Teil der Deutz-Gießener Eisenbahn gebaut, die in den Jahren 1859 bis 1862 als Hauptbahn von Köln-Deutz nach Gießen in mehreren Etappen durch die Cöln-Mindener Eisenbahn errichtet wurde. Aufgrund der Verkehrsentwicklung und der militärischen Bedeutung 1870/71 wurde die Strecke 1871 zweigleisig ausgebaut.
Der Niedergang der Hellertalstrecke begann im Jahre 1915, als die durch den Rudersdorfer Tunnel verlaufende Alternative eröffnet wurde. Sowohl der hochwertige Reiseverkehr als auch der Großteil des Güterverkehrs nutzten nunmehr die von Norden kommend direkte und günstiger trassierte Dillstrecke in Richtung Gießen und weiter ins Rhein-Main-Gebiet. Ein weiterer Grund war der Niedergang des Siegerländer Erzbergbaus.
Nach dem Zweiten Weltkrieg ordnete die Französische Besatzungsmacht alle Bahnstrecken im nördlichen Teil ihrer Besatzungszone der Eisenbahndirektion Mainz zu, so auch den Abschnitt zwischen Betzdorf und Herdorf der Bahnstrecke Betzdorf–Haiger.
Im Rahmen der Elektrifizierung von Ruhr-Sieg- sowie der Dillstrecke Mitte der 1960er Jahre als Nebenstrecke zurückgestuft, folgte im Jahre 1965 die Demontage des zweiten Gleises im Bereich Herdorf–Würgendorf. 1969 wurde der eingleisige Betrieb dauerhaft festgeschrieben.
Mit der schrittweisen Auflösung der Bundesbahndirektion Mainz in den Jahren 1971/72 fiel die Zuständigkeit für den Abschnitt zwischen Betzdorf und Herdorf zum 1. Januar 1971 an die Bundesbahndirektion Wuppertal.
Aufgrund des Fahrgastrückgangs stellte die Deutsche Bundesbahn schließlich einen Stilllegungsantrag. Ursprüngliche Planungen sahen vor, sie im Rahmen der Elektrifizierung der Siegstrecke um 1980 ebenfalls zu elektrifizieren. Diese Erwägungen wurden aber nicht weiter verfolgt.
Im Jahr 1984 stellte die damalige Bundesbahndirektion Essen erste Überlegungen an, den Personenverkehr zumindest auf dem Abschnitt Neunkirchen–Haiger auf Bahnbusse zu verlagern; des Weiteren überlegte man, ob in einem zweiten Schritt der Abschnitt Würgendorf–Haiger endgültig stillgelegt werden könnte. Drei Jahre später wurde das zweite Gleis auf dem Abschnitt Betzdorf–Herdorf stillgelegt. Heute erinnern nur noch die durchgehende Kilometrierung von Köln-Deutz und die gemeinsame Streckennummer an die alte Streckenführung.

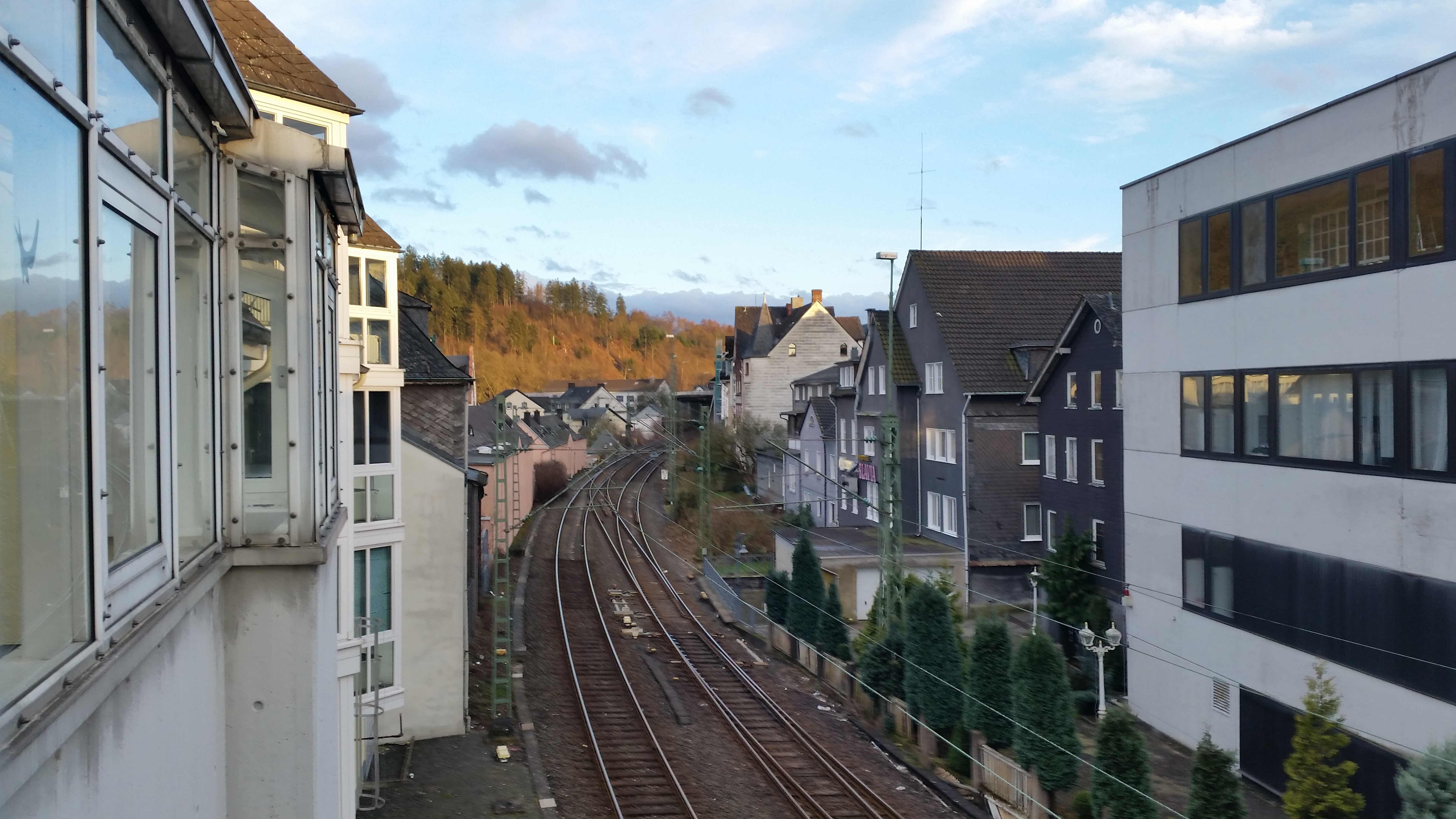
Die historische Strecke in Betzdorf mit Blick Richtung Herdorf und Daaden. Das rechte Gleis in Benutzung durch die Daadetalbahn, das linke Gleis Hellertalbahn. In Höhe der Weiche die alte Kilometrierung 83,2

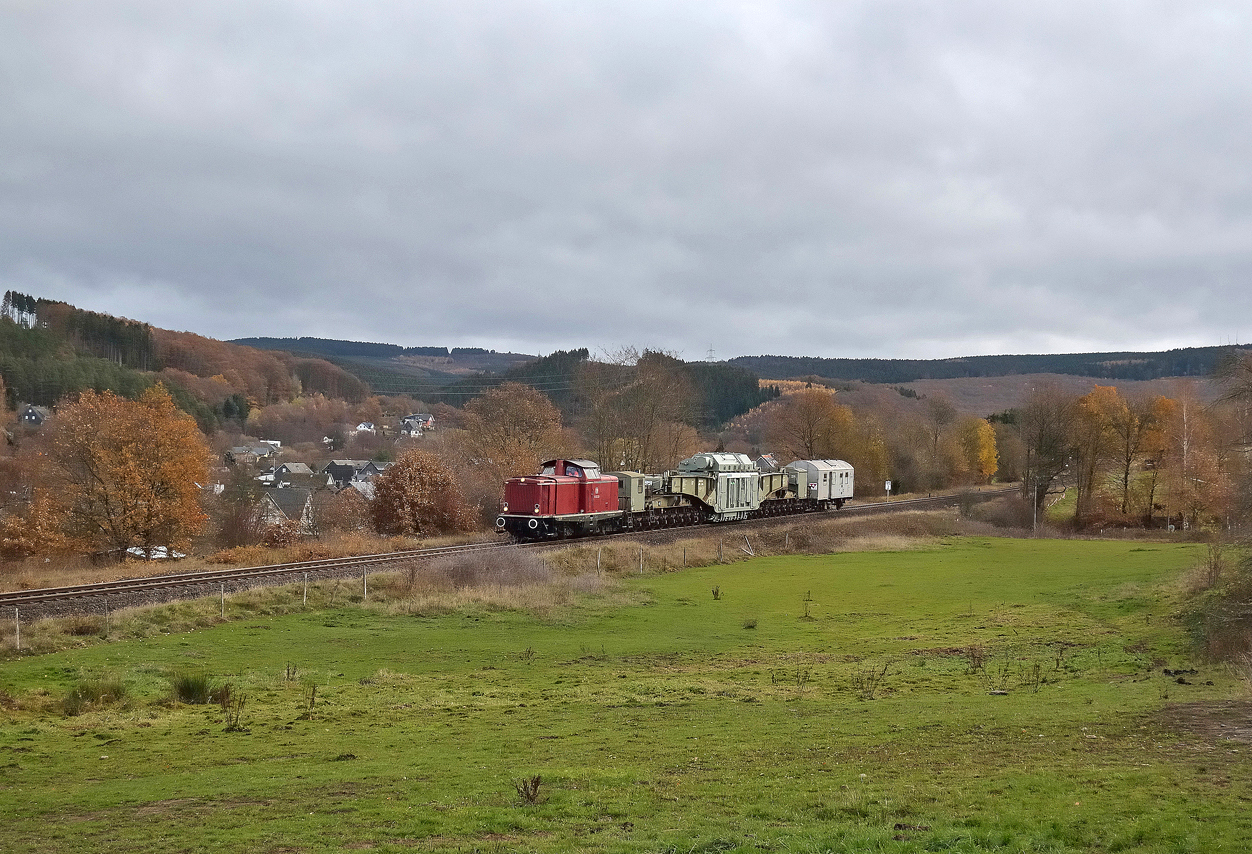
Ein Trafo-Schwertransport für die Firma Amprion, bestimmt für das Umspannwerk Dauersberg, mit einer Diesellokomotive der DB-Baureihe V100 auf der Hellertalbahn bei Zeppenfeld (November 2018).

Deutsche Bundesbahn und folgend Deutsche Bahn setzten hier bis 1999 Uerdinger Schienenbusse (VT 98) in Doppel- bis Vierfachtraktion, später auch Dieseltriebwagen der Baureihe 628 ein.
1997 erfolgte die Ausschreibung durch die zuständigen Zweckverbände. Da die Strecke durch drei Bundesländer verläuft (vgl. oben), schrieben die Zweckverbände Schienenpersonennahverkehr Rheinland-Pfalz Nord und Westfalen-Süd sowie der Rhein-Main-Verkehrsverbund sie gemeinsam aus. Eine Bietergemeinschaft aus Westerwaldbahn GmbH, Siegener Kreisbahn und Hessischer Landesbahn erhielt den Zuschlag, gründete die Betreibergesellschaft HellertalBahn GmbH und übernahm im Jahr 1999 den Zugbetrieb. Gleis- und Signalanlagen blieben in der Zuständigkeit von DB Netz, die Bahnhöfe in der von DB Station&Service.
Im September 2011 startete der Zweckverband Schienenpersonennahverkehr Rheinland-Pfalz Nord (SPNV Nord) die Ausschreibungen der Verkehrsleistungen im Dieselnetz Eifel-Westerwald-Sieg (EWS). Am 31. Oktober 2012 wurde das Ergebnis der Ausschreibung bekannt gegeben: Zum Fahrplanwechsel 2015/2016 am 13. Dezember 2015 hat die Hessische Landesbahn (HLB) die Verkehrsleistungen auf der RB 96 (Hellertalbahn) von der HellertalBahn GmbH übernommen und betreibt sie seitdem ohne ihre vorherigen Mitgesellschafter. Zwei der drei Fahrzeuge gingen nach Redesign an die Westerwaldbahn GmbH für den Betrieb der Daadetalbahn, verblieben also ebenfalls in Betzdorf und Bindweide.
Das ehemalige Empfangsgebäude in Neunkirchen wurde im Dezember 2017 von der Deutschen Bahn an den benachbarten Schrotthandel verkauft, der sein Werksgelände vergrößern wollte. Im März 2018 begann der teilweise Abriss. Der Bahnsteigzugang wurde deshalb dauerhaft verlegt.

## Zugangebot
| Linie | Linienverlauf | Takt                                                           |
| ----- | --- | -------------------------------------------------------------- |
| RB 96 | Hellertal-Bahn: Betzdorf (Sieg) – Grünebacherhütte – Grünebach Ort – Sassenroth – Königstollen – Herdorf – Struthütten – Altenseelbach – Neunkirchen (Kr Siegen) – Wahlbach (Kr Siegen) – Burbach (Kr Siegen) – Würgendorf (Ort) – Würgendorf – Holzhausen (Kr Siegen) – Niederdresselndorf – Allendorf (Dillkr) – Haiger Obertor – Haiger – Sechshelden – Dillenburg Stand: Fahrplanwechsel Dezember 2021 | 60 min (Betzdorf–Neunkirchen) 120 min (Neunkirchen–Dillenburg) |

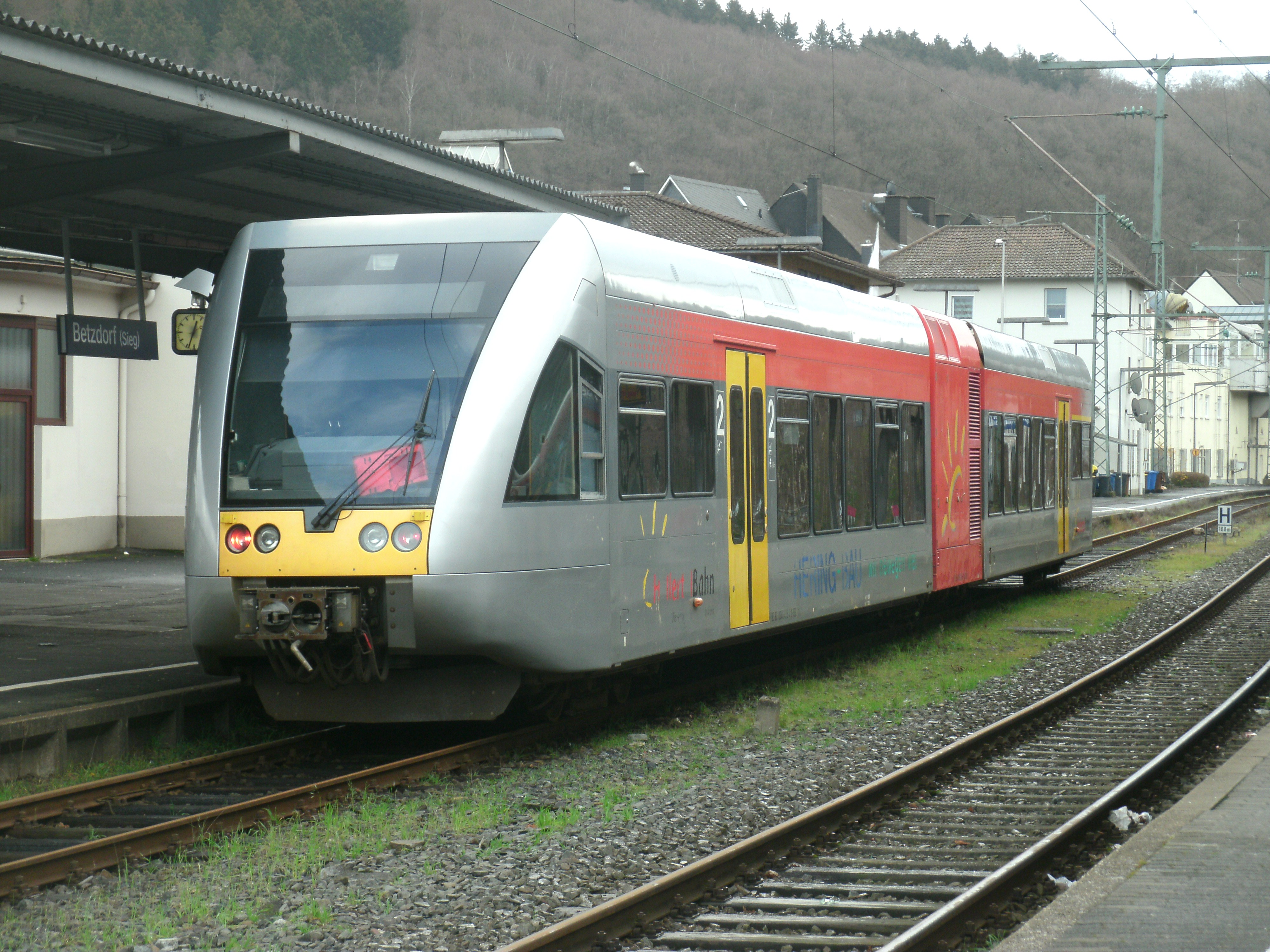
Stadler GTW 2/6 der Hellertalbahn GmbH im Bahnhof Betzdorf (Sieg) (Dezember 2011)

Die Hellertalbahn wird im SPNV zwischen Betzdorf und Neunkirchen im Stundentakt befahren. Zwischen Neunkirchen und Dillenburg gibt es einen Zweistundentakt, wobei die Taktlücken ab dem Fahrplanwechsel am 12. Dezember 2021 durch drei zusätzliche Zugpaare pro Tag geschlossen wurden, sodass nun ein Zweistundentakt mit Verstärkern gefahren wird. Wochenends herrscht auf der gesamten Strecke ein Zweistundentakt. Alle Fahrten verkehren als Regionalbahn (RB). In Nordrhein-Westfalen und Rheinland-Pfalz wird diese Linie als RB 96 geführt. Innerhalb des Rhein-Main-Verkehrsverbunds – also auf dem hessischen Gebiet – trug diese Linie bis zum Fahrplanwechsel 2015/2016 am 13. Dezember 2015 die Nummer RB 41, seitdem aber heißt sie dort ebenfalls RB 96.
Ab Juni 2001 wurden die Haltepunkte Zeppenfeld und Wiederstein wieder für ein Jahr bedient. Aufgrund von Sicherheitsbedenken des Eisenbahnbundesamtes, wonach die Bahnübergänge im Bereich der Haltepunkte nicht für einen Zughalt innerhalb der Einschaltstrecken ausgelegt waren, mussten die Halte jedoch Ende August 2002 wieder aufgegeben werden. Im Jahr 2010 kündigte die Gemeinde Neunkirchen eine Wiederinbetriebnahme des Haltepunktes Wiederstein an, was jedoch aktuell noch nicht umgesetzt werden konnte. Außerdem wurde mitgeteilt, dass der Haltepunkt Zeppenfeld endgültig aufgegeben wird. Mit der Ausschreibung dieser Linie im Rahmen des Dieselnetzes Eifel-Westerwald-Sieg war die umlauftechnische Verbindung in Dillenburg auf die Sieg-Dill-Bahn (RB 95) nach Siegen geplant, die aufgrund der fehlenden Ertüchtigung der Infrastruktur bisher aber nicht umgesetzt wurde.
Innerhalb des Zweckverbandes Nahverkehr Westfalen-Lippe (NWL) war die Hellertalbahn zwischen Struthütten und Niederdresselndorf im Jahr 2018 mit 96 Fahrgästen pro Wochentag die Strecke mit der geringsten Querschnittsauslastung im Schienenpersonennahverkehr. Die geringe Nachfrage wird seitens des NWL mit der kurzen Betriebszeit, geringen Taktfrequenz, schlechten Anschlüssen, fehlenden Verknüpfungen zu anderen Verkehrsträgern und der desolaten Stationsinfrastruktur begründet. Hinzu kommt die Ausrichtung der Verkehre auf Siegen, die schon über Jahrzehnte durch eine häufigere, wohnortnähere und direkte Anbindung der Kreisstadt mit dem Bus ihre Konsequenzen für diese Bahnstrecke „an ihr vorbei“ gezeigt hat.

## Tarife

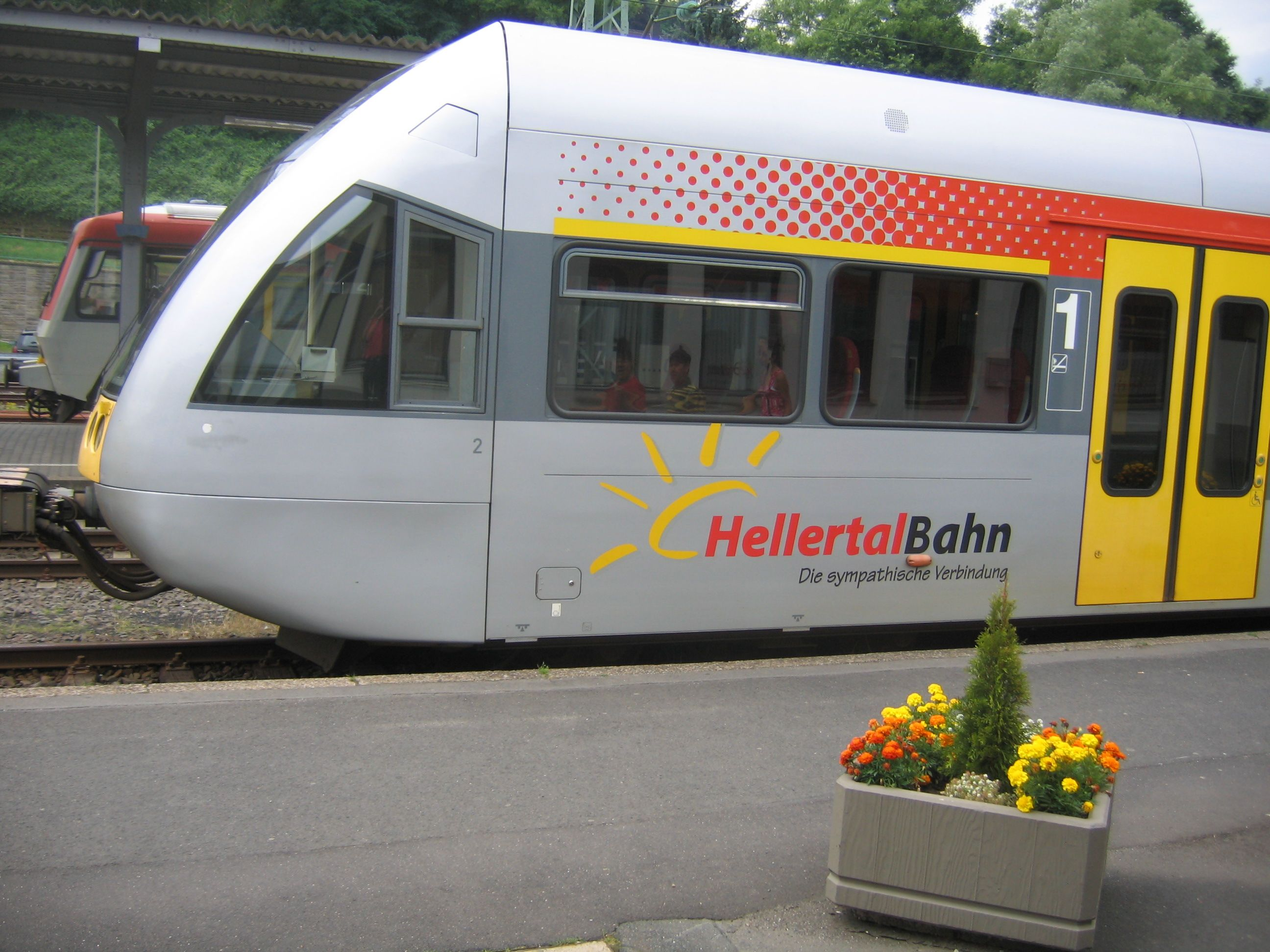
Stadler GTW 2/6 der Hellertalbahn GmbH in Betzdorf (Sieg), dahinter 628 677-7 der Daadetalbahn (Juli 2007)

Da die Hellertalbahn durch drei Bundesländer führt, gelten auf ihr eine Vielzahl von Tarifen:
Betzdorf–Herdorf (Rheinland-Pfalz)
Für Fahrten innerhalb dieses Abschnitts kommen seit 1. Januar 2009 die Tarife des Verkehrsverbunds Rhein-Mosel (VRM) zur Anwendung. Für Fahrten mit Start oder Ziel im Verkehrsverbund Rhein-Sieg (VRS) bzw. mit Start und/oder Ziel im Gebiet des Verkehrsverbundes Westfalentarif gelten dessen Tarife. Im Sinne des NRW-Tarifs gilt dieser in Rheinland-Pfalz gelegene Abschnitt als Transitstrecke, zwischen Zielen in NRW darf sie also zum NRW-Tarif durchfahren werden. Der Abschnitt gilt ebenso als Transitstrecke zwischen Zielen innerhalb des Westfalentarifs.
Struthütten–Niederdresselndorf (NRW)
In diesem Abschnitt kommt der Westfalentarif zur Anwendung, außerdem gilt für landesweite Fahrten der NRW-Tarif.
Allendorf–Dillenburg (Hessen)
Auf dem hessischen Streckenabschnitt gelten die Tarife des Rhein-Main-Verkehrsverbunds. Für Fahrten mit Start und/oder Ziel im Gebiet des Westfalentarifs kommen deren Tarife zur Anwendung. Der Teilabschnitt Allendorf–Haiger gilt ebenso wie der rheinland-pfälzische Abschnitt Betzdorf–Herdorf als Transitstrecke zwischen Zielen innerhalb des Westfalentarifs bzw. Zielen in NRW.
Bei nicht durch Verkehrsverbünde abgedeckten Fahrten kommt der Deutschlandtarif zur Anwendung.

### Tarifbeispiele
Westfalentarif
Siegen–Herdorf über Betzdorf
Siegen–Neunkirchen über Betzdorf oder Haiger
Siegen–Allendorf über Haiger
VRM-Tarif
Betzdorf–Herdorf
Grünebacherhütte–Sassenroth
RMV-Tarif
Dillenburg–Allendorf
Sechshelden–Haiger Obertor
VRS-Tarif
Köln–Herdorf
Siegburg–Grünebach Ort
NRW-Tarif
Hagen–Burbach über Haiger
Köln–Neunkirchen über Betzdorf
Tarif der Deutschen Bahn
Dillenburg–Betzdorf
Allendorf–Herdorf

## Ausbauplanung
Für die Hellertalbahn ist ein Ausbau geplant. Eine Erhöhung der Reisegeschwindigkeit und die Verlegung der Zugkreuzung nach Burbach soll dazu führen, dass in Dillenburg der Anschluss zum Mittelhessen-Express nach Frankfurt erreicht wird und ohne Fahrzeugmehrbedarf eine Erweiterung des Stundentaktes über Neunkirchen hinaus nach Burbach möglich ist. Dazu ist auch ein neues Stellwerk in Burbach nötig, um ein gleichzeitiges Einfahren im Kreuzungsbahnhof Burbach zu ermöglichen. Im Zuge des Ausbaus erhalten die Bahnhöfe Neunkirchen, Burbach und Würgendorf neue Bahnsteige mit 55 Zentimeter Kantenhöhe. Die Bahnhöfe Neunkirchen und Würgendorf sollen dabei ihre Kreuzungsmöglichkeit verlieren und zu Haltepunkten zurückgebaut werden. Die Kosten werden auf insgesamt 7,8 Millionen Euro veranschlagt. Diese Maßnahme sollte ursprünglich mit Betriebsaufnahme der Hessischen Landesbahn im Dezember 2015 abgeschlossen werden.
Nach einem schleppenden Fortschritt im Planungsprozess liegen seit März 2019 für die Bauvorhaben in Burbach und Würgendorf die Plangenehmigung durch das Eisenbahnbundesamt vor. Die Planungen für den Bahnhof Neunkirchen konnten bislang nicht genehmigt werden, da das Eisenbahnbundesamt im Rahmen einer eisenbahnwissenschaftlichen Untersuchung die Beibehaltung der Kreuzungsstelle für Verspätungsfälle verlangt. Seitens der Deutschen Bahn fand sich bislang keine Lösung für einen barrierefreien Kreuzungsbahnhof, der nicht zu deutlichen Mehrkosten führt oder Nachteile für die Fahrgäste bringt. Daher hat der Zweckverband Westfalen-Süd den Zweckverband Nahverkehr Westfalen-Lippe angewiesen, das Projekt nicht mehr fortzuführen. Bis Dezember 2020 sollen Alternativen geprüft und mit dem Zweckverband Westfalen-Süd über den Projektabbruch entschieden werden. Dem Zweckverband Westfalen-Süd sind durch höhere Aufwendungen im Planungsprozess und höhere Betriebskosten im Verkehrsvertrag erhebliche Mehrkosten entstanden, sodass er die Maßnahme nicht mehr für realisierungswürdig hält.
Im Dezember 2021 wurden neue Ausbaupläne zur Hellertalbahn bekanntgegeben. Diese sehen den Einsatz von Batterie-Oberleitungstriebzügen (BEMU) und einen Stundentakt auf der Gesamtstrecke vor. Am Bahnhof Burbach soll ein neuer Mittelbahnsteig mit gesichertem Reisendenübergang entstehen sowie ein drittes Gleis für den Güterverkehr ausgebaut werden. Hinzu kommt ein elektronisches Stellwerk. Am zukünftig nicht mehr bedienten Bahnhof Würgendorf soll ein Ausbau des Durchfahrgleises auf 80 km/h erfolgen und ein Signal ergänzt werden. Am Bahnhof Neunkirchen soll ein neuer Außenbahnsteig an Gleis 2 entstehen, wobei die bisherigen Restriktionen beim Bau des Bahnsteiges durch die Insolvenz des anliegenden Schrotthändlers gelöst sein sollen. Die Bahnhöfe Neunkirchen, Burbach und Herdorf sollen für Ein- und Ausfahrtgeschwindigkeiten von 80 km/h ertüchtigt werden. Zwischen Neunkirchen und Allendorf soll die Höchstgeschwindigkeit in vier Abschnitten auf 100 km/h steigen. Zwischen den Aufgabenträgern wird neben Würgendorf der Entfall von zwei Halten zwischen Betzdorf und Burbach sowie des Haltes Sechshelden abgestimmt. Ziel ist ebenso der barrierefreie Ausbau aller Stationen. Eine Betriebsprogrammstudie von DB Netz kam zu dem Schluss, dass aufgrund von Fahrplanzwängen durch die IC-Linie 34 auf die Linie RB 40 nach Frankfurt zweistündlich die Fahrten zwischen Burbach und Dillenburg an allen Halten durchfahren müssen, um Anschluss an die Linie RB 40 zu erhalten. Von der für den Anfang 2022 geplanten Beauftragung zu einer Machbarkeitsstudie ist jedoch bisher noch nichts bekannt.